# Anthemis muricata
Anthemis muricata là một loài thực vật có hoa trong họ Cúc. Loài này được (DC.) Guss. mô tả khoa học đầu tiên năm 1844.